# Селеста Далла Порта
Селеста Далла Порта (англ. Celeste Dalla Porta; народилася 24 грудня 1997) — італійська акторка. Здобула визнання завдяки головній ролі у фільмі Паоло Соррентіно Партенопа (2024).

## Біографія
Народилася 24 грудня 1997 року в Монці, Ломбардія, Італія. Вона онука фотографа Уго Мула та дочка джазового контрабасиста Паоліно Далла Порта. У 2017 році закінчила художній ліцей Бре́ра. У 2019 році переїхала до Рима, де навчалася в Експериментальному центрі кінематографії, отримавши диплом акторки.
Ще під час навчання у 2020 році вона знялася у сцені для фільму Рука Бога, але її вирізали під час монтажу.
У 2021—2022 роках вона знялася в кількох короткометражних фільмах, зокрема у серіалі «Red Mirror» (2022), де виконала головну роль Софії. Її дебют у повнометражному кіно відбувся у 2020 році у фільмі «Хто боїться доктора Крамера?» У 2024 році здобула широку популярність завдяки головній ролі у фільмі Партенопа Паоло Соррентіно.

## Вибрана фільмографія

### Кіно
- Хто боїться доктора Крамера? (2020, реж. Клаудіо Боццателло)
- Партенопа (2024, реж. Паоло Соррентіно)